# SSH File Transfer Protocol
Het SSH File Transfer Protocol (SFTP) is een internetprotocol dat een beveiligde bestandsoverdracht tussen verschillende computers mogelijk maakt. Het kan ook gebruikt worden als een beveiligd extern bestandssysteem. Het protocol is ontworpen en beschreven door het Internet Engineering Task Force (IETF).

## Functies
Het protocol SFTP maakt net als het Secure Copy Protocol (SCP) gebruik van SSH (Secure Shell) om op een beveiligde manier bestanden te verzenden tussen computers. Bij SCP is het enkel mogelijk bestanden te verzenden. SFTP biedt naast beveiligde bestandsoverdracht nog meer mogelijkheden. Met SFTP is het immers mogelijk om bestanden en mappen te verzenden, te verwijderen en te manipuleren over de beveiligde verbinding. SFTP is dus een beveiligd extern bestandssysteem.
Het is noodzakelijk dat SFTP gebruikt wordt in combinatie met een beveiligde verbinding. Door de encryptie van de verzonden informatie, is de vertrouwelijkheid en integriteit van de informatie verzekerd. Het protocol gaat er echter van uit dat de authenticatie van de gebruiker gebeurd is bij het maken van de verbinding tussen client en server.
Het gebruik van SFTP is zeer gelijkend met dat van het File Transfer Protocol (FTP). Om verwarring te vermijden is het belangrijk op te merken dat SFTP niet gelijk is aan FTP over SSH. Bij dit laatste wordt een gewone FTP-sessie verzonden over een beveiligde SSH-verbinding. SFTP is een alleenstaand protocol dat vaak gebruikt wordt in combinatie met een SSH-verbinding. Maar SFTP kan ook gebruikt worden met een TLS (Transport Layer Security) of VPN- (Virtueel Particulier Netwerk) verbinding.

## Voordelen
FTP is een populair protocol voor het verzenden van bestanden over het internet. Bij het gebruik van een FTP-verbinding wordt informatie verzonden zonder enige encryptie. Iemand die de verzonden informatie onderschept, kan deze zonder problemen lezen. Bij SFTP is dit niet het geval: tijdens de verzending van de informatie zal deze versleuteld en dus onleesbaar zijn. Enkel de geadresseerde zal de gecodeerde informatie kunnen ontcijferen en deze kunnen lezen. SFTP is dus veiliger.

## Geschiedenis
De ontwikkeling van SFTP begon als een uitbreiding van het SSH2-protocol. Het SSH2-protocol werd ontwikkeld door een werkgroep binnen het Internet Engineering Task Force (IETF) genaamd “Secsh”. Met de SFTP-uitbreiding wilde men het mogelijk maken bestanden op een beveiligde manier te verzenden. Van de verschillende uitbreidingen van SSH2, is SFTP de enige die niet is opgenomen in het RFC-document. SFTP was immers veel uitgebreider geworden dan enkel de voorziene mogelijkheid tot bestandsoverdracht. Omdat niet genoeg mensen beschikbaar waren om SFTP verder te ontwikkelen en te testen, werd dit niet opgenomen in het SSH2-protocol. Sinds 2006 is de Secsh-werkgroep stopgezet.